# Народный комиссариат земледелия БССР
Наро́дный комиссариа́т земледе́лия БССР (бел. Народны камісарыят земляробства БССР) был образован в 1919 году. С 1946 года преобразован в Министерство земледелия БССР.

## Наркомы
- Всеволод Игнатовский (1919 —  1920)
- Адам Славинский (1920 — 1924)
- Стефан Гельтман (1924)
- Дмитрий Прищепов (1924 — 1929)
- Филипп Рачицкий (1929 — 1933)
- Казимир Бенек (1933 — 1937)
- Николай Низовцев (1937)
- Василий Шишков (1937 — 1938)
- Петр Кальцов (1938 — 1939[1])
- Михаил Кулагин (1939[1][2])
- Иван Крупеня (1939[2] — 1941, 1943 — 1946)